# Telekura
Telekura (テレクラ, Terekura), uma abreviatura de "clubes do telefone" (テレフォン クラブ, terefon kurabu), são serviços de encontro por telefone originários do Japão.

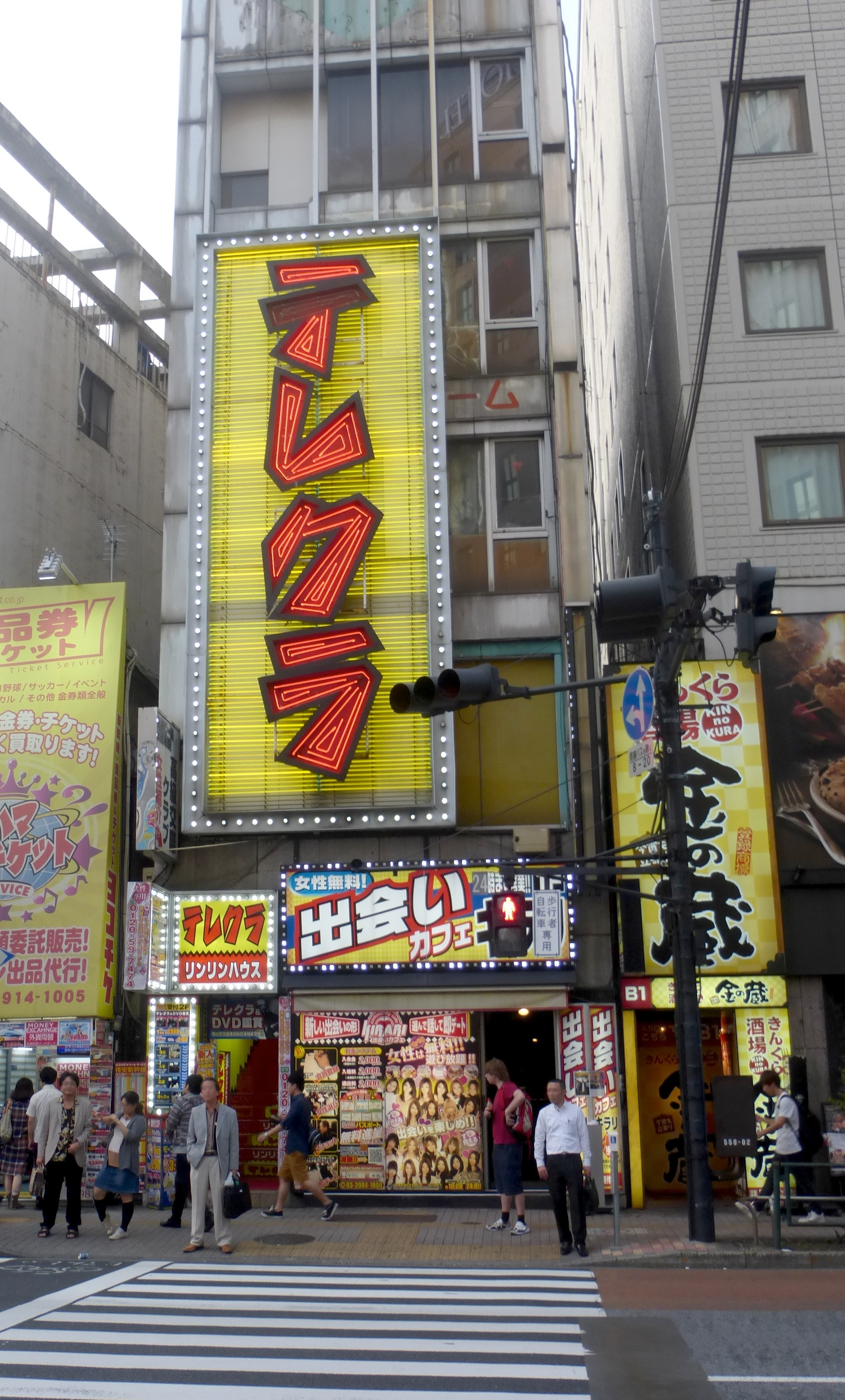
Um estabelecimento telekura em Ikebukuro, setembro de 2015

Na ideia original, o clube telefônico, muito popular em meados da década de 90, clientes do sexo masculino pagavam uma taxa para entrar numa cabine com telefone. O telefone tocava com chamadas de mulheres  dispostas a sair para um encontro — o entendimento implícito era que isso levaria a sexo pago. Esses clubes foram proibidos por servirem de fachadas para a prostituição em algumas jurisdições do Japão.
Nos clubes telefônicos modernos, os membros pagam uma taxa, após a qual recebem os números de telefone das mulheres que se inscreveram voluntariamente nos sites. Aí então podem marcar um encontro com a garota. Acredita-se que os participantes da prática de enjo kōsai façam uso deste serviço.
Uma variação do mesmo tema é o Merukura (メルクラ) um serviço de namoro baseado em celulares e computadores, originário do Japão. O termo vem de mail club (メール クラブ, mēru kurabu). Os e-mails são trocados entre os membros através de um servidor próprio, assim garantindo que os endereços de e-mail permaneçam privados. Os clubes de e-mail são usados de várias maneiras, sendo as mais comuns para namoro, busca de amigos ou para encontrar parceiros sexuais. É comum que apenas o homem pague para participar.